# Berlin Alexanderplatz (film 2020)
Berlin Alexanderplatz è un film del 2020 diretto da Burhan Qurbani.